# Josef Mysliveček

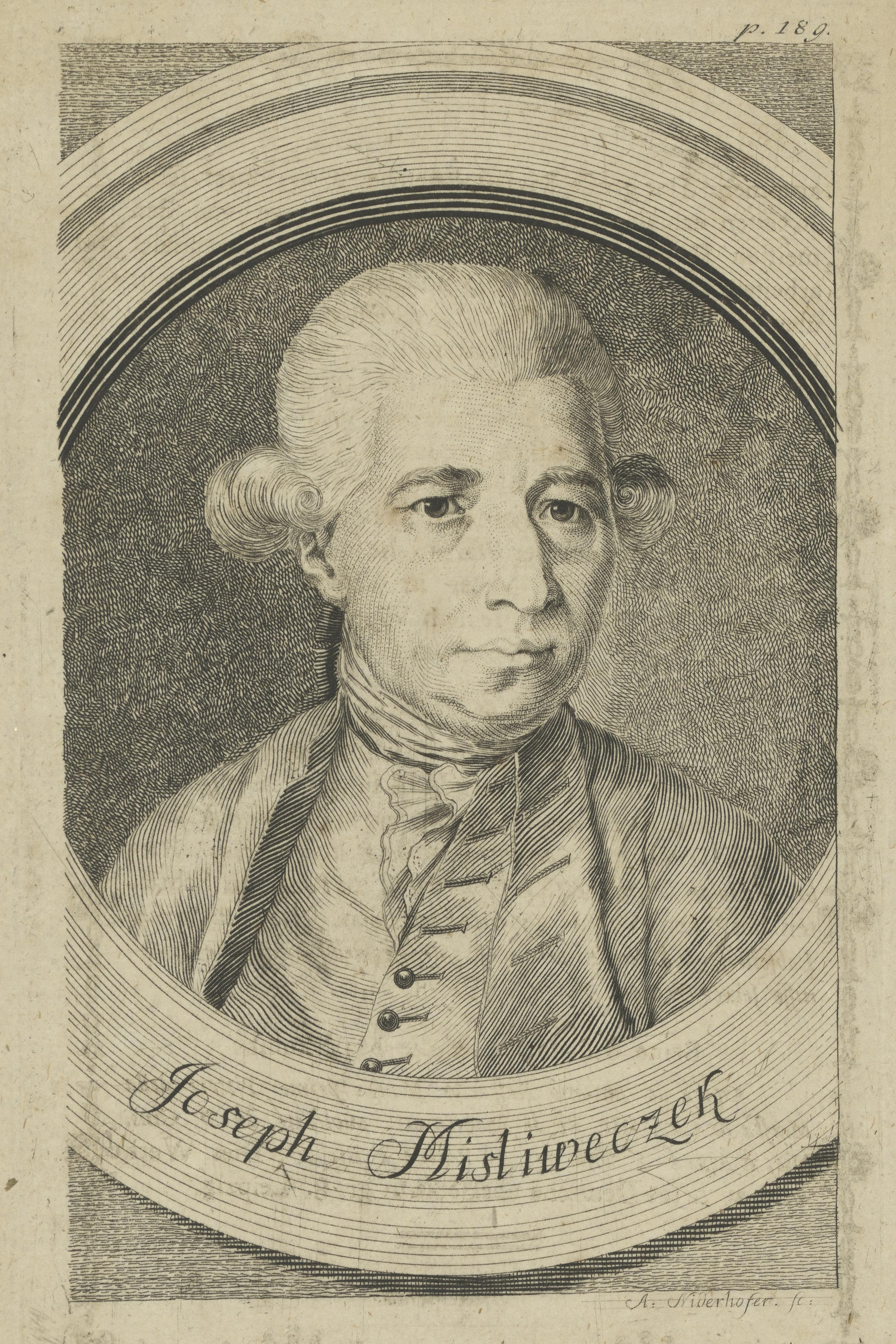
Josef Mysliveček

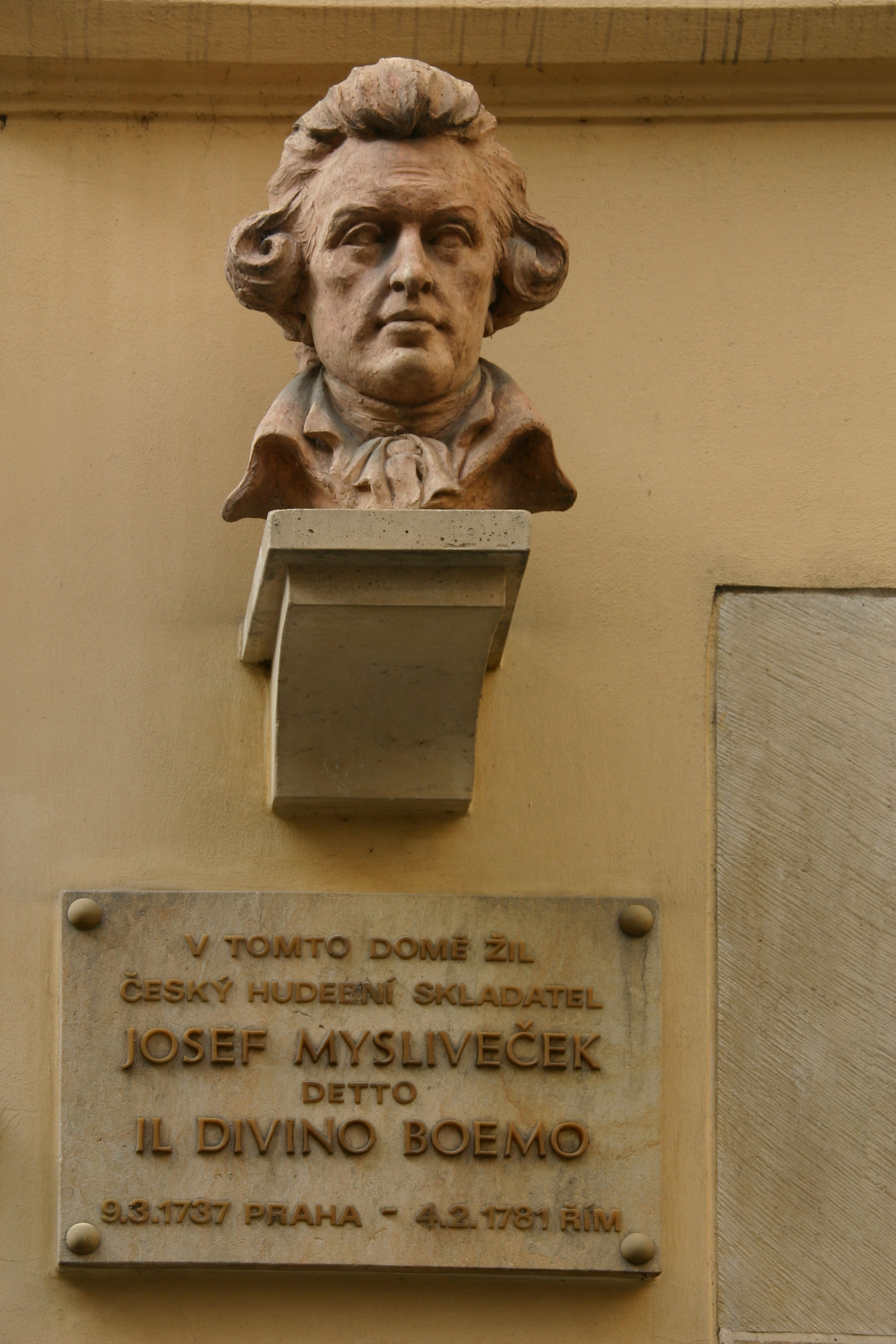
Büste und Gedenktafel in Prag

Josef Mysliveček (* 9. März 1737 in Prag; † 4. Februar 1781 in Rom) war ein böhmischer Komponist.

## Leben
Josef Mysliveček war der Sohn eines Müllers. Er und sein Zwillingsbruder Joachim erhielten ersten Unterricht an der Normalschule der Dominikaner an der Prager St. Ägidius Kirche und wahrscheinlich am Jesuiten-Gymnasium im Clementinum. Ab 1744 studierten die Brüder Philosophie und Literatur an der Prager Karlsuniversität, die Josef wegen mangelnder akademischer Erfolge jedoch im März 1753 wieder verließ. Im Mai 1758 trat er mit seinem Bruder in den elterlichen Mühlenbetrieb ein; 1758 wurden sie Gesellen, 1761 Müllermeister. Bald darauf verzichtete Josef auf sein Erbteil.
Er nahm Kompositionsunterricht bei Franz Johann Habermann (1706–1783) sowie Orgelunterricht bei Josef Seger (1716–1782); Geld verdiente er sich wohl als Violinist. 1763 veröffentlichte er seine ersten, dem Grafen Vincenz von Waldstein gewidmeten Werke: sechs Sinfonien, die nach den Monaten Januar bis Juni benannt sind.
Am 5. November 1763 verließ er, vom Grafen Waldstein unterstützt, Prag, um in Venedig Gesang und Komposition bei Giovanni Battista Pescetti (1706–1766) zu studieren. Er schrieb Medea (1764). Sein erstes Bühnenwerk, Semiramide, wurde 1765 in Bergamo aufgeführt. Man nannte ihn wegen seines für Italiener unaussprechlichen Namens „Il Boemo“ (der Böhme) oder „Venatorino“ (Der kleine Jäger, wie sein Name übersetzt lautet).
Im Dezember 1766 erhielt Mysliveček den Auftrag, Il Bellerofonte zu komponieren. Er schrieb das Werk in kurzer Zeit und führte es am 20. Januar 1767 in Neapel mit bedeutenden Sängern wie dem Tenor Anton Raaff (1714–1797) und der Sopranistin Caterina Gabrielli (La Gabrielli, 1730–1796) auf, mit der ihm eine Liaison nachgesagt wurde. Der Erfolg dieser Oper brachte ihm einen neuen Auftrag ein: für den Hof von Neapel schrieb er Farnace, eine Oper, deren Uraufführung wiederum ein triumphaler Erfolg wurde. In dieser Zeit gehörte Mysliveček zu den bestbezahlten Opernkomponisten Italiens; sein Ruhm verbreitete sich in ganz Europa. 18 seiner Opern wurden für den Hof von Portugal kopiert; in Paris, Amsterdam und London wurden seine Werke gedruckt, was im 18. Jahrhundert nicht selbstverständlich war.
1768 war Mysliveček in Prag, 1769 in Venedig, Padua und Florenz. Wolfgang Amadeus Mozart, zu dem freundschaftliche Beziehungen entstanden, traf er erstmals 1770 in Bologna sowie am 15. Mai 1771 in Mailand. 1772 reiste er nach Wien, wohin ihn ein Opernauftrag geführt hatte – hier lernte er Charles Burney kennen – und wohl auch nach München. 1773 war Mysliveček wieder in Italien, wo er ein weiteres Mal Mozart traf. Am 4. November 1774 leitete er die Aufführung von Christoph Willibald Glucks Orfeo ed Euridice.
Etwa ab 1774 zeigten sich die Symptome einer Syphilis-Erkrankung. 1777 kam Mysliveček auf Einladung von Kurfürst Maximilian III. Joseph erneut nach München, wo seine Opern Ezio und sein Oratorium Abramo ed Isacco mit Erfolg aufgeführt wurden. Die fortschreitende Krankheit, die inzwischen offenbar zu einer Degeneration der Gesichtsknochen geführt hatte, zwangen Mysliveček zu einem Krankenhausaufenthalt im renommierten Münchener Herzogspital, wo ihm operativ die Nase entfernt wurde. „der Chirurgus Caco, der Esel, hat ihm die Nasen weg gebrennt; man stelle sich iezt den schmerzen vor.“ Als Ursache für Beschädigung seines Gesichts wurde auch ein Unfall mit einer Kutsche ins Spiel gebracht. Mysliveček selbst erwähnte dies gegenüber Mozart: „il Principio fù d’una ribaltata di Calesse, poi sono capitato nelle mani dei Dottori ignoranti, pazienza. ci sarà quel che Dio vorrà. (Den Anfang machte ein umgestürzter Wagen, dann fiel ich in die Hände von unfähigen Ärzten [...].)“ Laut Freeman ist jedoch anzunehmen, dass Myslivečeks Zustand auf eine Syphiliserkrankung, nunmehr im Tertiärstadium, zurückzuführen war. Davon gingen auch Mozart und sein Vater aus, wie verschiedenen ihrer Briefe zu entnehmen ist.

Mysliveček wollte etwas für Mozart tun. Er entwarf eine Empfehlung an den Opern-Impresario Gaetano Santoro in Neapel und bot auch an, den Kontakt zu Graf Johann Josef Philipp Pachta von Rayhofen (1723?–1822), einem Kunstmäzen und Komponisten in Prag, herzustellen. Nach den Begegnungen in München bat Mozart seinen Vater: „[…] antworten sie doch dem Misliwecek, schreiben sie ihm so oft sie nur Zeit haben. sie können ihm keine größere freüde machen, dann der Mann ist völlig verlassen […]“. Leopold Mozart blieb in Kontakt mit Mysliveček, der ihm wenig später auch versprach, Klaviersonaten für seine Tochter zu schicken: „alla Sg:ra Figlia manderò delle Suonate per Cembalo“. Tatsächlich sandte er sechs eigene Klavierstücke für Maria Anna (Nannerl) Mozart nach Salzburg. Ihr Bruder schätzte diese Werke: „die sonaten vom Misliwetceck weis ich wie sie sind. ich hab sie ja zu München gespiellt. sie sind ganz leicht und gut ins gehör. mein rath wäre, meine schwester, der ich mich unterthänigst empfehle, solle sie mit vieller expreßion, gusto und feüer spiellen, und auswendig lernen. denn das sind Sonaten welche allen leüten gefallen müssen, leicht auswendig zu lernen sind, und aufsehen machen wenn man sie mit gehöriger Precision spiellt.“ Myslivečeks Versuch, Mozart einen Opernauftrag in Neapel zu verschaffen, blieb erfolglos. Seinerseits hoffte er darauf, dass Leopold Mozart sich beim Salzburger Erzbischof Colloredo für ihn einsetze, was auch geschah. Auf Grund der unterschiedlichen Erwartungen kühlte das Verhältnis zwischen beiden mit der Zeit ab.
Nachdem Kurfürst Maximilian III. Leopold bereits am 30. Dezember 1777 gestorben war, kehrte Mysliveček nach Italien zurück. Dort begann sein Stern zu sinken. 1779 fiel seine Oper Armida durch, auch die folgenden Opern waren kein Erfolg mehr. Er starb verarmt und weitgehend vergessen am 4. Februar 1781 in Rom. Sir Barry oder Brady, ein englischer Freund und Schüler, ließ ihn in der römischen Kirche San Lorenzo in Lucina begraben. Das Lexikonwerk Musik in Geschichte und Gegenwart erwähnt, dass das Grabmal – „ein heute verschollenes Denkmal“ – untergegangen sei. Im Lauf der Ausgrabungen der 1990er Jahre wurde es wiederentdeckt. Damals sah man es bei der Führung durch die Ausgrabung unter der Kirche. Es wurde nicht mehr errichtet. Heute ist vorn rechts am ersten Pfeiler eine neuere Gedenktafel aus Marmor mit Bild und Inschrift angebracht, in der er als il boemo („der Böhme“) bezeichnet ist. 2003 wurde der Asteroid (53159) Mysliveček nach ihm benannt.

## Werke

### Vokalmusik

#### Messen
1. Paerum elegans D-Dur (1772)
2. Messe D-Dur (um 1772)
3. Requiem Es-Dur

#### Psalmen und andere liturgische Formen
1. Veni sponsa Christi g-moll (1771)
2. Beatus Bernardy B-Dur (um 1772)
3. Litanei D-Dur (um 1777)
4. Ave splendens caeli (Offertorium de Tempore) G-Dur
5. Laudate Dominum F-Dur
6. Salve Regina F-Dur

#### Oratorien
1. Il Tobia (1769, Padua)
2. I pellegrini al sepolcro (1770, Padua, verschollen)
3. Adamo ed Eva (24. Mai 1771 Florenz)
4. Betulia liberata (1771, Padua, verschollen)
5. Giuseppe riconosciuto (um 1771, Padua, verschollen)
6. La Passione di Nostro Signore Gesù Cristo (1773, Florenz)
7. La liberazione d’Israel (1775, Prag, verschollen)
8. Isacco figura del redentore (auch als Abramo ed Isacco, 1776, Florenz; 1777 München)

#### Kantaten
1. Il Parnaso confuso (1765, Parma, Serenata, gelegentlich als erste Oper Myslivečeks angesehen)
2. Narciso al fonte (1768, Padua, verschollen)
3. Cantata per S.E. Marino Cavalli (1768, Padua, verschollen)
4. Cantata pro omni solenitate (1769, Prag)
5. Alceste e Fileno (vor 1770, Prag)
6. 6 Cantate a 3 voci (Neapel, verschollen)
7. L’Elfrida (1774, Florenz, verschollen)
8. Enea negli Elisi ovvero Il tempio dell’Eternità (1777, München, verschollen)
9. Armida (um 1779)
10. Ebbi non ti smarrir
11. La tempesta
12. 3 Notturni

#### Opern
Nachfolgend werden die Textdichter sowie Datum und Ort der Uraufführung (UA) genannt.
1. Semiramide (Libretto: P. Metastasio, UA: 1766, Bergamo)
2. Il Bellerofonte (Libretto: G. Bonechi, UA: 20. Januar 1767, Neapel, Teatro San Carlo)
3. Farnace (Libretto: A.M. Lucchini, UA: 4. November 1767, Neapel, Teatro San Carlo)
4. Il trionfo di Clelia (Libretto: P. Metastasio, UA: 26. Dezember 1767, Turin, Teatro Regio)
5. Il Demofoonte (erste Fassung, Libretto: P. Metastasio, UA: 1769, Venedig, Teatro San Benedetto)
6. L’Ipermestra (Libretto: P. Metastasio, UA: 1769, Florenz)
7. La Nitteti (Libretto; P. Metastasio, UA: 1770, Bologna)
8. Motezuma (Libretto: V.A. Cigna-Santi, UA: 23. Januar 1771, Florenz, Teatro della Pergola)
9. Il gran Tamerlano (Libretto: A. Piovene, UA: 26. Dezember 1771, Mailand, Teatro Regio Duc)
10. Il Demetrio (erste Fassung, Libretto: P. Metastasio, UA: 1773, Pavia, Teatro Nuovo)
11. Erifile (UA: 1773, München)
12. Romolo ed Ersilia (Libretto: P. Metastasio, UA: 13. August 1773, Neapel, Teatro San Carlo)
13. Antigona (Libretto: G. Roccaforte, UA: 26. Dezember 1773, Turin, Teatro Regio)
14. La clemenza di Tito (Libretto: P. Metastasio, UA: 26. Dezember 1773, Venedig, Teatro San Benedetto)
15. Atide (Libretto: T. Stanzani, UA: 1774, Padua)
16. Artaserse (Libretto: P. Metastasio, UA: 13. August 1774, Neapel, Teatro San Carlo)
17. Il Demofoonte (zweite Fassung, Libretto: P. Metastasio, UA: 20. Januar 1775, Neapel, Teatro San Carlo)
18. Ezio (erste Fassung, Libretto: P. Metastasio, UA: 5. Juni 1775, Neapel, Teatro San Carlo)
19. Merope (UA: 1775, Neapel)
20. Adriano in Siria (Libretto: P. Metastasio, UA: 1776, Florenz, Teatro Cocomero)
21. Ezio (zweite Fassung, Libretto: P. Metastasio, UA: 1777 München)
22. La Calliroe (Libretto: M. Verazi, UA: 30. Mai 1778, Neapel, Teatro San Carlo)
23. L’olimpiade (Libretto: P. Metastasio, UA: 4. November 1778, Neapel, Teatro San Carlo)
24. La Circe (Libretto: D. Perrell, UA: 1779, Venedig, Teatro San Benedetto)
25. Il Demetrio (zweite Fassung, Libretto: P. Metastasio, UA: 13. August 1779, Neapel, Teatro San Carlo)
26. Armida (Libretto: G. Migliavacca, UA: 26. Dezember 1779, Mailand, Teatro alla Scala)
27. Medonte (Libretto: G. de Gamerra, UA: Karnaval 1780, Rom, Teatro Argentina)
28. Antigono (Libretto: P. Metastasio, UA: Frühjahr 1780, Rom, Teatro delle Dame)

#### Melodram
1. Theoderich und Elisa (um 1778)

### Orchestermusik

#### Sinfonien
1. Sinfonie C-Dur, 1762;
2. VI Sinfonie a quattro (D-Dur, G-Dur, C-Dur, F-Dur, g-moll, D-Dur) op. 1, 1764;
3. III Sinfonie (D-Dur, Es-Dur, B-Dur = Ouvertüre zu Il tronfo di Clelia), 1769;
4. III Sinfonien (F-Dur, D-Dur, G-Dur), vor 1770;
5. VI Sinfonie a 8 (D-Dur = Ouvertüre zu Semiramide, G-Dur, C-Dur, F-Dur, B-Dur, Es-Dur), vor 1771;
6. VI Sinfonie a 8 (D-Dur, F-Dur, A-Dur = Ouvertüre zu Alceste e Fileno, C-Dur, G-Dur = Ouvertüre zu Il Parnaso confuso, D-Dur), vor 1771;
7. Sinfonie D-Dur, um 1771;
8. Sinfonie Es-Dur um 1771;
9. III Sinfonien F-Dur, D-Dur, C-Dur (um 1771);
10. Sinfonie D-Dur, um 1771;
11. VI Ouvertüren (C-Dur, A-Dur, F-Dur, D-Dur, B-Dur, G-Dur), 1772;
12. VI Sinfonien (G-Dur, Es-Dur, A-Dur, E-Dur, D-Dur, B-Dur), um 1775 (auch als Quartette überliefert);
13. VI Sinfonien (D-Dur, B-Dur, G-Dur, Es-Dur, C-Dur, F-Dur, verschollen), 1776/77;
14. VI Sinfonie da orchestra (D-Dur = Ouvertüre zu Antigona, G-Dur = Ouvertüre zu Ezio (1775), D-Dur = Ouvertüre zu Il Demofoonte (1775), B-Dur = Ouvertüre zu Artaserse, D-Dur = Ouvertüre zu Il Demetrio (1773), D-Dur = Ouvertüre zu Adriano in Siria);
15. Sinfonie D-Dur = Ouvertüre zu La Calliroe;
16. VI Sinfonien (D-Dur, F-Dur, B-Dur, Es-Dur, G-Dur, C-Dur), um 1778;
17. II Ouvertüren (D-Dur, F-Dur);
18. Sinfonie C-Dur;
19. II Sinfonien (F-Dur, G-Dur);
20. Sinfonie F-Dur;
21. Sinfonie D-Dur.

#### Konzerte
1. Violinkonzert D-Dur, um 1769;
2. VI Violinkonzerte (E-Dur, A-Dur, F-Dur, B-Dur, D-Dur, G-Dur = Pastorale), um 1772;
3. Violinkonzert C-Dur, um 1772;
4. Violinkonzert C-Dur (auch als Violoncellokonzert vorliegend), vor 1775;
5. Violinkonzert B-Dur (unvollständig erhalten);
6. Cellokonzert C-Dur (Bearbeitung eines Violinkonzertes);
7. Flötenkonzert D-Dur;
8. II Cembalokonzerte (auch „Klavierkonzerte“, B-Dur, F-Dur. Manuskript, undatiert: Bibliothèque nationale de France, Paris, département musique, MS-1128);
9. VI Concertoni für 2 Klarinetten, 2 Hörner, Fagott solo und Streicher (bis auf ein Konzert in Es-Dur verschollen), um 1774/76 bzw. 1777/78.

### Kammermusik

#### Sonaten für ein Soloinstrument
1. III Sonate für Violine und Basso (G-Dur, C-Dur, F-Dur);
2. II Sonaten für Violine und Basso (A-Dur, B-Dur);
3. Sonate C-Dur für Violoncello und Basso (1770, verschollen);

#### Trios
1. VI Trii für 2 Violinen und Basso (A-Dur, g-moll, F-Dur, Es-Dur, B-Dur, c-moll), 1767, verschollen bis auf das Trio in Es-Dur;
2. VI Sonates en trio op. 1 (C-Dur, A-Dur, D-Dur, F-Dur, A-Dur, Es-Dur), 1772;
3. VI Orchestra Trios für Two Violins and a Violoncello (Nr. 1–4 = Nr. 1–4 der Sonates en trio, G-Dur, B-Dur), 1772;
4. VI Sonates pour deux violons & basse op. 4 (C-Dur, G-Dur, Es-Dur, A-Dur, B-Dur, F-Dur), 1772;
5. IV Trios (A-Dur, F-Dur, D-Dur, G-Dur);
6. III einzelne Trios (E-Dur, F-Dur, G-Dur);
7. VI Trios pour feux flutes et basse op. 5 (G-Dur, C-Dur (verschollen), a-moll, e-moll, D-Dur (verschollen), B-Dur);
8. VI trii per flauto, violino e violoncello (D-Dur, G-Dur, C-Dur, A-Dur, F-Dur, B-Dur);
9. Trio Es-Dur für Horn, Violine und Basso (verschollen);
10. VI Sonaten für 2 Violoncello und Basso (A-Dur, D-Dur, G-Dur, F-Dur, C-Dur, B-Dur);
11. Kassation für 2 Klarinetten und Horn;

#### Quartette
1. VI Streichquartette op. 3 (A-Dur, F-Dur, B-Dur, G-Dur, Es-Dur, C-Dur), 1768/69;
2. VI Streichquartette op. 1 (Es-Dur, C-Dur, D-Dur, F-Dur, B-Dur, G-Dur), 1778;
3. VI Quatuors a deux violins, taille et basse (C-Dur, F-Dur, B-Dur, Es-Dur, G-Dur, A-Dur);
4. VI Streichquartette (G-Dur, Es-Dur, A-Dur, E-Dur, D-Dur, B-Dur), um 1775;
5. Quartett / Sextett für 2 Hörner (ad libitum), Streichquartett G-Dur;

#### Quintette
1. VI Sinfonie concertanti o sia Quintetti op. 2 (B-Dur, E-Dur, G-Dur, A-Dur, D-Dur, C-Dur), dazu 2 Hörner ad libitum, 1767;
2. VI Streichquintette (G-Dur, Es-Dur, C-Dur, A-Dur, F-Dur, B-Dur), um 1773;
3. VI Quintette für Oboe oder Flöte und Streichquintett (B-Dur, D-Dur, F-Dur, C-Dur, A-Dur, Es-Dur, Oboen-/Flötenstimme fehlt die Quintette in C-Dur, A-Dur, Es-Dur), um 1777;
4. VI Quintette für 2 Oboen, 2 Hörner und Fagott (D-Dur, G-Dur, Es-Dur, B-Dur, F-Dur, C-Dur), 1774/76 bzw. 1779;
5. Kassation für 2 Klarinetten, 2 Hörner und Bass B-Dur;

#### Oktette
1. 3 Bläseroktette (Es-Dur, Es-Dur, B-Dur), 1774–76 bzw. 1777;

- Klaviermusik

1. VI Easy Divertimenti for the Harpsichord or Pianoforte (F-Dur, A-Dur, D-Dur, B-Dur, G-Dur, C-Dur), 1777;
2. VI Easy Lessons for the Harpsichord or Pianoforte (C-Dur, B-Dur, A-Dur, G-Dur, F-Dur, D-Dur), 1784. Urtextausgabe unter dem Titel: Šest snadných sonát pro klavír = Six Easy Sonatas for Keyboard = Sechs leichte Sonaten für Clavier. Herausgegeben von Vojtěch Spurný. Bärenreiter, Kassel u. a. 2024;
3. Klaviersonate C-Dur;

### Violinsonaten
1. VI Sonatas for the Piano-Forte or Harpsichord with an Accompaniment for a Violin (Es-Dur, D-Dur, C-Dur, B-Dur, G-Dur, F-Dur), 1775;
2. VI Sonatas for the Piano-Forte or Harpsichord with an Accompaniment for a Violin (D-Dur, F-Dur, Es-Dur, G-Dur, B-Dur, Es-Dur); um 1777;
3. VI Sonatas for the Piano-Forte or Harpsichord with an Accompaniment for a Violin (D-Dur, G-Dur, C-Dur, B-Dur, F-Dur, C-Dur).

## Künstlerische Rezeption
Filmbiografien:
- Petr Václav: Der Böhme. Tschechien, Italien, Slowakei. 2022